# Педро I Фадрике
Педро I Фадрике (Pedro Fadrique) (ум. не позднее 1355) — граф Мальты и Салоны.
Старший сын Альфонсо Фадрике Арагонского и Маруллы да Верона.
В 1338 году наследовал отцу в графствах Мальта, Салона, барониях Лойдорики, Ветераница и Эгина.
Его владения были конфискованы Арагоном в 1350 г. по обвинению в пиратстве. Мальта и Гоцо вошли в состав домена королей Сицилии.
После смерти Педро I Фадрике часть конфискованных владений была передана его братьям Хайме и Хуану (который получил Эгину ещё в 1350 г.).